# مسرح فورتون
مسرح فورتون (بالإنجليزية: Fortune Theatre)‏ يقع في شارع راسل، بالقرب من كوفنت غاردن، في مدينة وستمنستر. يتسعُ المسرح ل 432 شخصًا وتم بناؤه عام 1924.